# Микан, Иоганн Кристиан
Иоганн Кристиан Микан (нем. Johann Christian Mikan; 1769—1844) — австрийский (богемский) ботаник и энтомолог.

## Биография
Иоганн Кристиан Микан родился 5 декабря 1769 года в городе Теплиц в Австрии (ныне — Теплице, Чехия) в семье ботаника Йозефа Готтфрида Микана (1743—1814). Учился медицине в Пражском университете, в 1793 году стал доктором медицины. Несколько лет Микан работал врачом, затем стал изучать ботанику и энтомологию. В 1796 году он был назначен профессором ботаники Пражского университета, в 1800 году стал профессором общей биологии.
В 1811 году Микан совершил поездку в Испанию, на Мальту и Балеарские острова. С 1817 по 1819 Микан принимал участие в австрийской экспедиции в Бразилию вместе с минералогом И. Э. Полем, зоологом И. Наттерером, ботаником Г. В. Шоттом и художником Т. Эндером. Большая часть привезённых им образцов хранится в Венском музее естествознания.
В 1831 году Микан ушёл на пенсию. Он скончался 24 декабря (по другим данным — 28) 1844 года в Праге.

## Некоторые научные работы
- Mikan, J.C. (1820—1825). Delectus florae et faunae brasiliensis. 52 p., 24 pl.